# بوب ستيوارت (لاعب كرة قدم أسترالية)
بوب ستيوارت (بالإنجليزية: Bob Stewart)‏ هو لاعب كرة قدم أسترالية أسترالي، ولد في 9 أغسطس 1946.

## وصلات خارجية
- بوب ستيوارت على موقع AustralianFootball.com (الإنجليزية)
- بوب ستيوارت على موقع AFLtables.com (الإنجليزية)